# Вооружённые силы Экваториальной Гвинеи
Вооружённые силы Экваториальной Гвинеи (исп. Fuerzas Armadas de Guinea Ecuatorial, фр. Forces armées de Guinée équatoriale, порт. Forças Armadas da Guiné Equatorial) — военная организация Республики Экваториальная Гвинея, предназначенная для защиты свободы, независимости и территориальной целостности государства, одно из важнейших орудий политической власти. Состоят из национальной гвардии, включающей береговую охрану и воздушное крыло.

## Общие сведения
| Вооружённые силы Экваториальной Гвинеи                          | |
| Виды вооружённых сил:                                           | Национальная гвардия, включая береговую охрану и воздушное крыло.(по данным на 2009 год) |
| Призывной возраст и порядок комплектования:                     | Вооружённые силы Экваториальной Гвинеи комплектуются на призывной основе; призыву подлежат лица мужского пола достигшие 18 лет, служба по призыву составляет 2 года; женщины могут занимать только административные должности в береговой охране (на 2011 год). |
| Человеческие ресурсы, доступные для воинской службы:            | мужчины в возрасте 16-49: 151,147 женщины в возрасте 16-49: 150,345 (на 2010 год, оценочно) |
| Человеческие ресурсы, пригодные для воинской службы:            | мужчины в возрасте 16-49: 113,277 женщины в возрасте 16-49: 115,320 (на 2010 год, оценочно) |
| Человеческие ресурсы, ежегодно достигающие призывного возраста: | мужчины: 7,398 женщины: 7,126 (на 2010 год, оценочно) |
| Военные расходы — процент от ВВП:                               | 0.1 % (на 2006 год) 172 место в мире |

## Состав вооружённых сил

### Сухопутные войска

#### Боевой состав
Сухопутные Войска Экваториальной Гвинеи имеют в составе 3 батальона. На вооружении имеются более 50 БРДМ, БМП,БТР и бронеавтомобилей.

#### Техника и вооружение
| Наименование                     | Производство | Тип                  | Количество   |              |
| Бронетехника                     | Бронетехника | Бронетехника         | Бронетехника | Бронетехника |
| -------------------------------- | ------------ | -------------------- | ------------ | ------------ |
| БТР-152                          | СССР         | Бронетранспортёр     | 10           |              |
| Т-55                             | СССР         | Средний танк         | 3            |              |
| БМП-1                            | СССР         | Боевая машина пехоты | 20           |              |
| БТР-70                           | СССР         | Бронетранспортёр     | 8            |              |
| Урал-4320                        | Россия       | Грузовой автомобиль  | ?            |              |
| Артиллерия                       |              |                      |              |              |
| 160-мм миномёт образца 1943 года | СССР         | Миномёт              | ?            |              |

### Береговая охрана
Береговая охрана является наиболее быстро развивающимся видом вооруженных сил Экваториальной Гвинеи. За последние 6 лет ВМС Экваториальной Гвинеи вошли в пятерку сильнейших флотов в Тропической Африке.

#### Боевой состав
- Фрегат «Wele Nzas»
- Амфибийный фрегат «Capitán de Fragata David Eyama Angue Osa»
- Корвет «Bata»
- Патрульные катера типа Shaldag Mk II: «Isla de Corisco», «Isla de Annobon»
- Патрульные катера типа Saar 4: «Kie-Ntem», «Litoral»
- Патрульный корабль «Estuario de Muni»
- Патрульный катер типа «Дафне»
- 2 патрульных катера проекта 1400 «Гриф»

В настоящее время Экваториальная Гвинея заказала у Израиля два корвета и ведет переговоры относительно приобретения у Бразилии модернизированного корвета Barroso водоизмещением две тысячи тонн, а также у Южной Кореи еще трех кораблей такого же класса.

#### Техника и вооружение
Наименование Производитель Тип Количество 
Фрегаты
"Wele Nzaz"/  Экваториальная Гвинея / фрегат/1
«Capitán de Fragata David Eyama Angue Osa» / Экваториальная Гвинея/амфибийный фрегат/1
Корветы
"Bata"/Экваториальная Гвинея/Корвет/1
Катера
"Shaldag MK ll"

## Знаки различия

### Генералы и офицеры
|               |                   |           |              |       |         |
| Генерал-майор | Бригадный генерал | Полковник | Подполковник | Майор | Капитан |

### Прапорщики, сержанты и рядовые
| Погон  |           |                   |               |                |         |                |        |         |
| Звание | Лейтенант | Младший лейтенант | Сержант-майор | Мастер-сержант | Сержант | Старший капрал | Капрал | Рядовой |